# Cắt caracara họng đỏ
Cắt caracara họng đỏ (Ibycter americanus) là một loài chim săn mồi trong Họ Cắt.

## Mô tả
Ibycter americanus là loài chim săn mồi có kích thước trung bình, với đầu nhỏ, cánh rất dài, đuôi dài tròn, tương đối rộng, mỏ kiểu mỏ gà và chân ngắn. Các kích thước cơ bản: Khối lượng 510-770g, chiều dài 43–56 cm, sải cánh 96–124 cm, cánh 32–42 cm, đuôi 24–28 cm..

## Phân bố
Loài này sinh sống ở Bolivia, Brasil, Colombia, Costa Rica, El Salvador, Ecuador, Guyane thuộc Pháp, Guatemala, Guyana, Honduras, México, Nicaragua, Panama, Peru, Suriname và Venezuela. Môi trường sống tự nhiên của nó là rừng nhiệt đới hoặc cận nhiệt đới ẩm vùng đồng bằng và rừng núi.

## Lối sống
Độc đáo so với các loài cắt khác, nó không ăn xác chết mà chủ yếu ăn các ấu trùng của ong và ong bắp cày, nhưng cũng ăn côn trùng trưởng thành, trái cây và quả mọng.